# Porto (Film)
Porto ist ein Liebesdrama aus dem Jahr 2016 von Gabe Klinger. Der Independent-Film spielt in der portugiesischen Stadt Porto und hatte seine Weltpremiere am 19. September 2016 beim Internationalen Filmfestival von San Sebastian.

## Handlung
Der angelsächsische Diplomatensohn Jake lebt in Porto und hält sich mit Gelegenheitsjobs über Wasser. Bei einer Hilfstätigkeit bei Ausgrabungen in der Umgebung trifft er auf die französische Archäologin Mati. Der introvertierte Jake und die selbstsicher auftretende Mati verlieben sich auf den ersten Blick und verbringen eine sehr intime und erfüllende Nacht miteinander. In Vor- und Rückblicken zeigt der Film danach positive und negative Szenen, die Jake mal als obsessiven, die Zurückweisung nicht akzeptierenden Liebenden zeigen, mal die weiter innige Verbundenheit der beiden darstellt. Einmal sieht man, wie Mati ihren früheren Professor und Geliebten João heiratet, von dem sie Jake bereits erzählte und ihm auch die Heirats- und Kinderpläne nicht verschwieg. Dann wieder sieht man João als geschiedenen Mann seine Tochter bei Mati besuchen, und Jake und Mati sich weiter treffend.

## Rezeption
Der Film wurde nicht nur als Hommage an die Liebe, sondern dank seiner Machart auch als eine Liebeserklärung an das Kino aufgefasst. Das Werk lief auf einer Vielzahl Filmfestivals, auf denen es häufig für Filmpreise nominiert war und dreimal gewann, so den FEISAL-Award 2017 für die beste Regie beim Buenos Aires Festival Internacional de Cine Independiente, den CinEuphoria Award 2018 und den Preis für das beste Drehbuch beim Festival International du Film d’Amour im belgischen Mons.
2016 erschien Porto u. a. in den USA und in Hongkong als DVD und Blu-ray, 2017 folgten Spanien und Frankreich, 2018 Portugal (OmU).